# Eugène Doyen

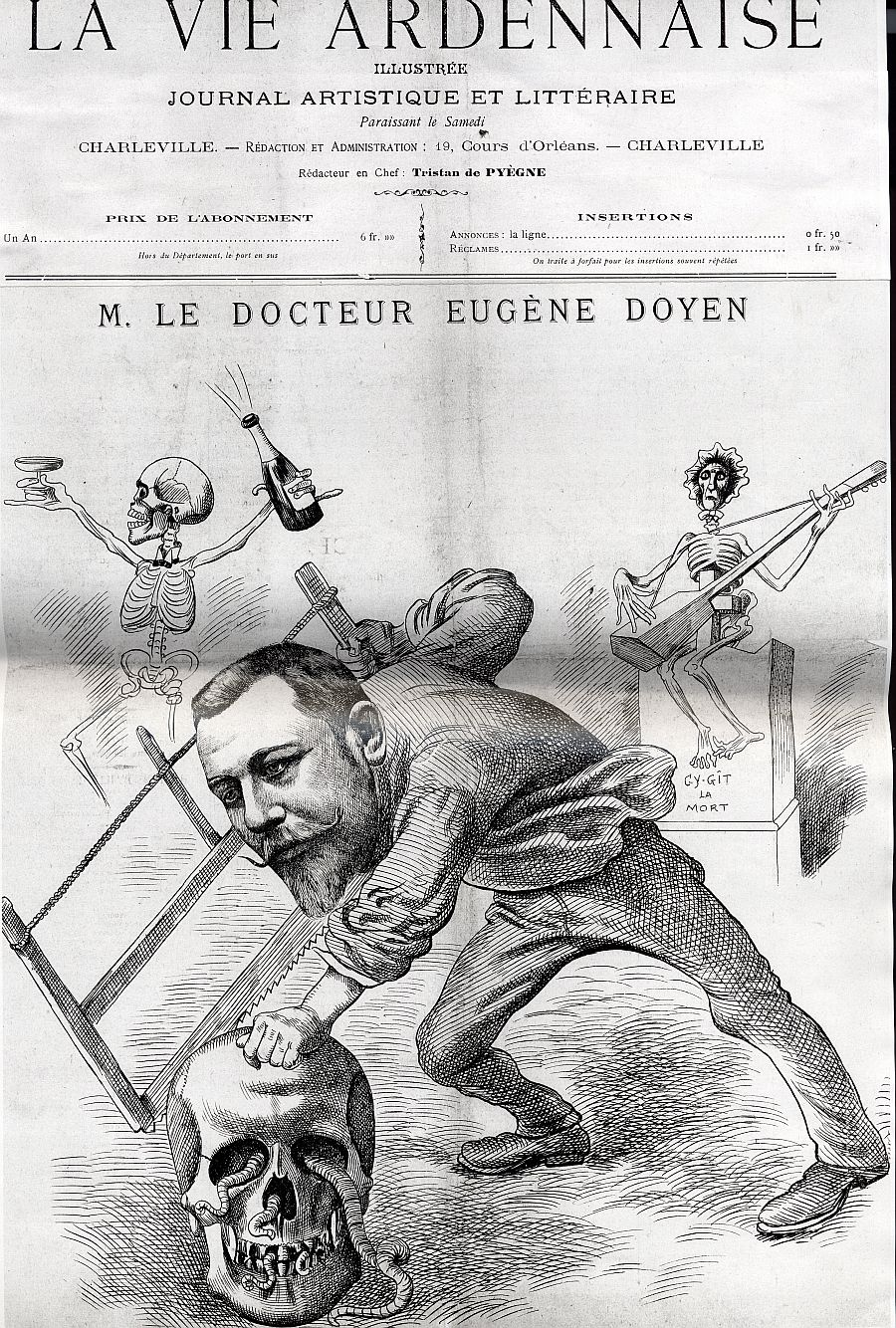
Karykatura Doyena zamieszczona w "La Vie ardennaise illustrée" w 1898 roku

Winieta "Archives de Doyen. Revue médico-chirurgicale illustrée"

Eugène Louis Doyen (ur. 16 grudnia 1859 w Reims, zm. 21 listopada 1916 w Paryżu) – francuski chirurg, twórca wielu nowych metod operacyjnych i narzędzi chirurgicznych. Zaprojektował stół chirurgiczny (stół Doyena) uznawany za pierwowzór używanych dziś stołów operacyjnych. Jako pierwszy wprowadził odsysanie krwi z pola operacyjnego. Używał dużej liczby ligatur podczas operacji, by zapobiec utracie krwi.

## Życiorys
Syn Octave'a Doyena (1831–1895), mera Reims, i Marie Joséphine Amélie z domu Doublié (1836–1878). Studiował medycynę w rodzinnym mieście i w Paryżu, studia ukończył w 1885 roku. Odziedziczył pokaźny majątek i szybko założył pierwszą prywatną klinikę. W 1893 roku zasłynął udaną operacją resekcji ogniska gruźliczego z wierzchołka płuca pacjenta.
Słynna była jego wirtuozeria jako chirurga, ale pewną rękę wykorzystywał też w pozazawodowych pasjach, takich jak strzelectwo (wygrał jedne z zawodów strzelców wyborowych w Maroku). Jego szybkość wykonywania operacji była też argumentem dla przeciwników wprowadzanych przez Doyena technik operacyjnych, uważanych przez nich za zbyt trudne do opanowania przez innych chirurgów. Jednak po śmierci Doyena amerykańscy chirurdzy wykorzystali wiele z jego pomysłów, m.in. przy walwulotomii zastawek (pierwszy zabieg tego typu przeprowadzony przez Doyena u pacjenta z tetralogią Fallota w październiku 1913 roku nie udał się, ponieważ zwężenie nie dotyczyło zastawki tętnicy płucnej, ale było podzastawkowe).
Wprowadził do chirurgii metody radiograficzne i elektrokoagulację. Był jednym z pierwszych entuzjastów zastosowania techniki filmowej w medycynie i jeszcze przed 1898 rokiem sfilmował jedną z pierwszych operacji. Został wtedy oskarżony o sprowadzanie sztuki medycznej do poziomu widowiska cyrkowego.
Doyen popadł w konflikt z paryskim Faculté de médecine i poddany ostracyzmowi ze strony środowiska medycznego. Pretekstem do wykluczenia Doyena z instytucji akademickich było przeprowadzenie przez niego eksperymentalnego zabiegu przeszczepienia nieunaczynionego fragmentu guza sutka zdrowej pacjentce, by uzyskać odpowiedź immunologiczną, którą można by skierować przeciwko guzowi. Odkrył też w guzach nowotworowych mikrokoki, które mylnie uznał za czynnik etiologiczny nowotworu. Na ich podstawie przygotował surowice, które u pewnej grupy pacjentów dały częściową remisję wskutek niespecyficznej stymulacji immunologicznej, co upewniło Doyena, że jest na właściwej drodze, a władze uczelni, że chirurg ma szalone pomysły.
Doyen był redaktorem naczelnym "Revue Critique de Médecine et de Chirurgie", czasopisma, na łamach którego Józef Babiński miał możliwość publikowania artykułów podważających teorie Charcota o organicznym charakterze histerii, oraz "Archives de Doyen", w którym z czasem ukazywały się niemal wyłącznie jego własne artykuły. Otworzył około dwudziestu klinik w Paryżu. Ponieważ nie mógł liczyć na wsparcie organizacji charytatywnych, utrzymywał je z własnej fortuny wspomaganej hojnymi wpłatami zamożniejszych pacjentów. Nigdy nie zatrudniał pielęgniarek, co jego krytycy poczytywali za wyraz zbyt daleko posuniętej oszczędności. 

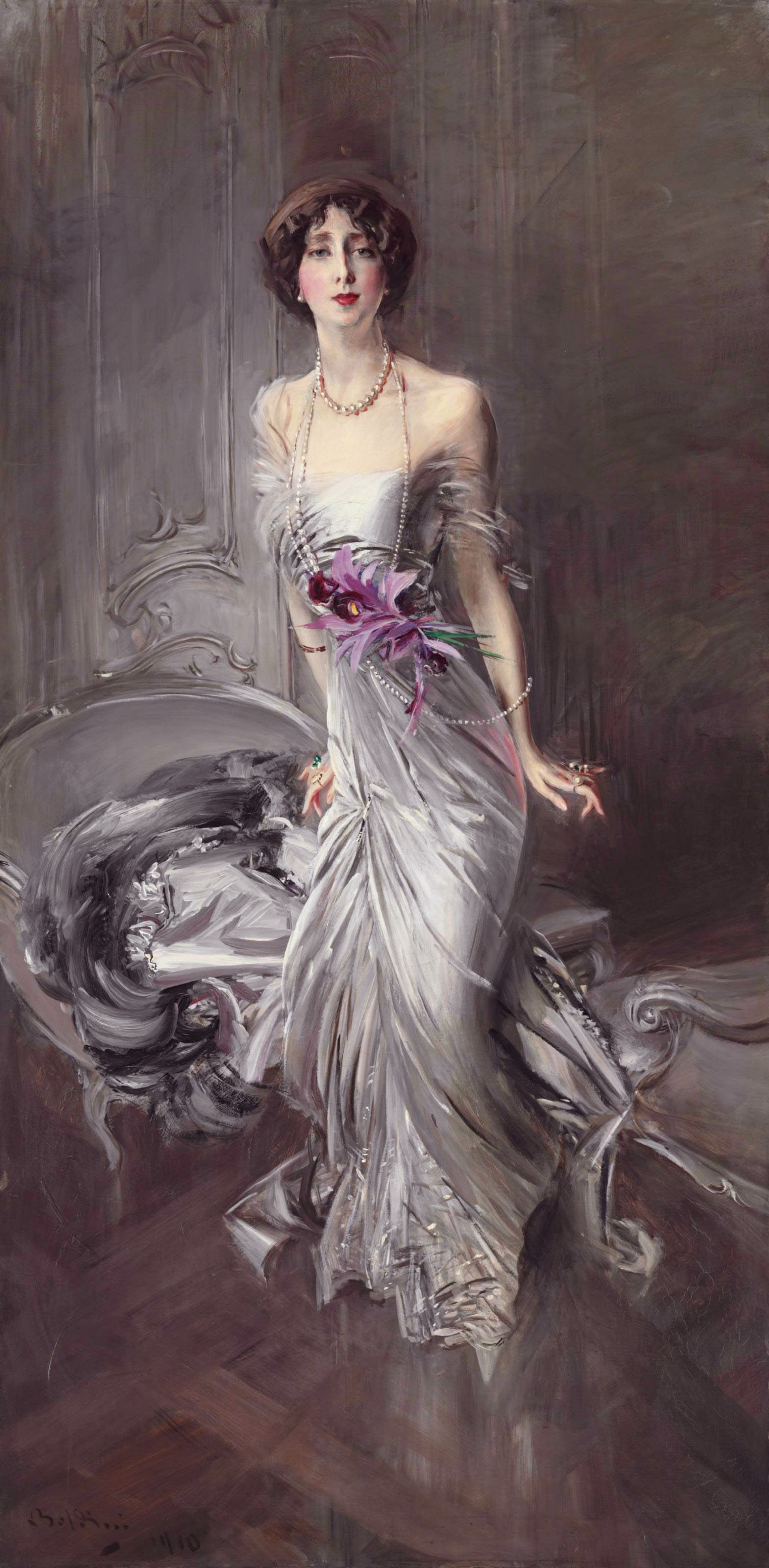
Portret drugiej żony Doyena pędzla Giovanniego Boldiniego

Zajmował się balistyką, współpracując m.in. z Gustave'em Eiffelem. Prace te były na tyle interesujące dla japońskiego sztabu generalnego, że wysłały agenta, który pracował w laboratorium Miecznikowa Instytutu Pasteura, a potem w Instytucie Doyena przez wiele lat. Po nagłej śmierci chirurga agent ukradł całą kolekcję anatomiczną i zaginął.
Prywatne życie Doyena budziło równie wiele kontrowersji co jego działalność zawodowa. Rozwiódł się z pierwszą żoną Lucie z domu Drumel (1863–1938), z którą miał troje dzieci, i prowadził bujne życie erotyczne, z czym się zupełnie nie krył. Ostatecznie ożenił się ponownie z aktorką Andrée Laure Suzanne Marconnier w 1907 roku.
Zmarł nagle w 1916 roku w wieku 56 lat. Pochowany jest na Cmentarzu Père-Lachaise.

## Prace
- Des altérations du système lymphatique ganglionnaire chez les enfants atteints de syphilis héréditaire. Paryż: Asselin, 1883
- Recherches anatomiques et expérimentales sur le choléra épidémique. 1885
- Quelques opérations sur le foie et les voies biliaires. Paryż, Bureau des Archives provinciales de chirurgie, 1892.
- Contribution à l'étude de la chirurgie de l'estomac et de l'intestin. Paryż: Bureau des Archives provinciales de chirurgie, 1892.
- Traitement chirurgical des affections inflammatoires et néoplasiques de l'utérus et de ses annexes. Deux procédés inédits d'hystérectomie abdominale et vaginale. La castration totale par le vagin. Paryż: Bureau des Archives provinciales de chirurgie, 1893.
- Traitement chirurgical des affections de l'estomac et du duodénum. Paryż: Rueff et Cie, 1895.
- L'extirpation du ganglion de Gasser. Paryż: Institut International de bibliographie médicale, 1895.
- Résection partielle du sternum, des clavicules, et des 1res côtes, pour néoplasme malin. 1895
- Traitement des suppurations pelviennes. Paryż: Institut national de bibliographie scientifique, 1896.
- Congrès de gynécologie de Genève 1896. Reims: E. Bugg, 1896.
- Atlas de microbiologie par E. Doyen et G. Roussel et de A. Millot Technique chirurgicale générale. Opérations gynécologiques. Paryż: Rueff et Cie, 1897.
- Technique chirurgicale par E. Doyen, avec la collaboration du docteur G. Roussel et de A. Millot Technique chirurgicale générale. Opérations gynécologiques. Paryż: Masson, 1897.
- Maisonneuve. Paryż: Institut International de bibliographie scientifique, 1897.
- Sur l'angiotripsie, lettre ouverte à M. Tuffier. Paryż: Maretheux, 1898.
- Titres scientifiques du Dr E. Doyen. Paryż, 1899.
- Le micrococcus neoformans et les néoplasmes. Paryż: C. Reinwald, 1903.
- Etiologie et traitement du cancer. Paryż: A. Maloine, 1904.
- La cas des xiphopages hindoues Radica et Doodica. Paryż, Imp. de la Bourse de Commerce, 1904.
- Le malade et le médecin. Paryż: Libr. Univ., 1906.
- Le traitement des infections staphylococciques. Le protéol (Communication au XVe Congrès International de Médecine. Lisbonne, avril 1906).
- Traité de thérapeutique chirurgicale et de technique opératoire. Tome premier : technique chirurgicale générale. Paryż: A. Maloine, 1908.
- Traité de thérapeutique chirurgicale et de technique opératoire. Tome deuxième : opérations sur la tête. Paryż: A. Maloine, 1908.
- Traité de thérapeutique chirurgicale et de technique opératoire. Tome troisième : chirurgie du cou, du thorax et du membre supérieur. Paryż: A. Maloine, 1908.
- Le cancer. Paryż: Maloine, 1909.
- Traitement local des cancers accessibles par l'action de la chaleur de 55°. Congrès de physicothérapie : Paris, 29 mars 1910. Paryż: Typ. Renouard, 1910.
- Thérapeutique curative et préventive par les colloïdes phagogènes. Paryż: Maloine, 1911.
- Nouveau traitement des maladies infectieuses. L'immunité (en six leçons). Paryż: A. Maloine ; E. Flammarion, 1911.
- Traité de thérapeutique chirurgicale et de technique opératoire. Tome quatrième : opérations sur l'abdomen (les organes génito-urinaires exceptés). Paryż: A. Maloine, 1912.
- Une nouvelle méthode expérimentale. Formule et graphiques de l'immunisation. II. La Nouvelle Revue, 1912, 1er juillet, 1-18
- L'émotion chez le chirurgien. Je sais tout, 15 mars, no 110, pp. 357–76. 1914
- Le service de santé de notre armée. Les réformes urgentes. Observations présentées... le 7 juillet 1915 à la Commission de l'armée du Sénat... et à la Commission d'hygiène de la Chambre des Députés. Paryż: Marétheux, 1915.
- Traitement des maladies infectieuses par la mycolysine et la staphylase. Paryż: Imp. G. Bureau, ca 1909.
- L'enseignement de la technique opératoire par les projections animées. Paryż: Société générale des cinématographes Eclipse, s.d.
- (& Ferdinand Hauser). L'affaire Jeanne Wéber. L'ogresse et les experts. Paryż: Libr. Universelle, 1908.